# Michael Hammer
|  | No s'ha de confondre amb Mike Hammer. |

Michael Hammer   (Annapolis, 13 d'abril de 1948 - Boston, 3 de setembre de 2008) fou un enginyer nord-americà, autor de gestió, i professor de ciències de la computació a l'Institut de Tecnologia de Massachusetts (MIT), conegut com un dels fundadors de la teoria de gestió de la reenginyeria de processos d'empresarials (Business process reengineering, BPR).

## Biografia
Hammer, el fill de supervivents de l'Holocaust, es va criar a Annapolis, Maryland. Ell i la seva dona, Phyllis Thurman Hammer, visqueren a Newton (Massachusetts), amb els seus quatre fills, Jessica, Allison, Dana, i David.
Enginyer de professió, va ser l'autor de la proposta d'una visió de procés orientat a la gestió empresarial. Va obtenir els seus graus de BS, MS i Ph.D. en enginyeria elèctrica i informàtica a l'Institut de Tecnologia de Massachusetts el 1968, 1970 i 1973, respectivament. Fou professor a l'Institut de Tecnologia de Massachusetts al Departament d'Informàtica i professor al MIT Sloan School of Management. Publicà en revistes de negocis destacades, com el Harvard Business Review i The Economist.
Time el qualificà com una de les 25 persones més influents dels Estats Units, en la seva primera llista. “Reengineering the Corporation” es troba entre els "tres llibres de negocis més importants dels últims 20 anys" per la revista Forbes. El llibre va ser editat per Donna Sammons Carpenter.
Hammer està enterrat al cementiri jueu de Baker Street a Boston.

## Obra
“Reengineering the Corporation: A manifesto for Business Revolution” (Reenginyeria de l'empresa: Un manifest per a la Revolució empresarial), el llibre escrit per ell el 1993 juntament amb James A. Champy fou cabdal en la captura de l'atenció de la comunitat empresarial cap a la reenginyeria de processos d'empresarials.
A més de “Reengineering the Corporation”, Michael Hammer va escriure “The Reengineering Revolution” el 1995; i “Beyond Reengineering” (més enllà de la reenginyeria) el 1997, i “The Agenda” en 2001.